# 蘇明彥
蘇明彥（Su Ming-Yen，20世纪—），台灣電影導演，世新大學廣電系碩士班畢。2014年以《Listen, Darling》獲高雄電影節國際短片競賽優選，2015年入圍台北電影節紀錄片獎。2022年以公視紀實《度日》入圍第57屆金鐘獎一般節目類剪輯獎。

## 作品
- 紀錄長片《布洛卡區 Broca's Aphasia》 （2022年）[4]
- 紀錄片《伏流 Flow》（2018）[5]
- 《電視劇 酸甜之味 吃飯時間 微電影》 （2017年）[6]
- 紀錄片《Listen, Darling》（2015年）
- 微電影《最美麗的老樣子》（2016年）[7]
- 「高雄拍」短片《解離Coop of Blemishes》（2015年）[8][9]
- 《日光顯影Daylight Developing》 （2011年）[10]

## 外部連結
- 蘇明彥在互联网电影资料库（IMDb）上的資料（英文）